# Lichtenfels (Hessen)
Lichtenfels is een gemeente in de Duitse deelstaat Hessen, en maakt deel uit van de Landkreis Waldeck-Frankenberg.
Lichtenfels telt 4.093 inwoners.

## Plaatsen in de gemeente Lichtenfels
- Dalwigksthal
- Fürstenberg
- Goddelsheim
- Immighausen
- Münden
- Neukirchen
- Rhadern
- Sachsenberg

Allendorf (Eder) ·
Bad Arolsen ·
Bad Wildungen ·
Battenberg (Eder) ·
Bromskirchen ·
Burgwald ·
Diemelsee ·
Diemelstadt ·
Edertal ·
Frankenau ·
Frankenberg (Eder) ·
Gemünden (Wohra) ·
Haina (Kloster) ·
Hatzfeld (Eder) ·
Korbach ·
Lichtenfels ·
Rosenthal ·
Twistetal ·
Vöhl ·
Volkmarsen ·
Waldeck ·
Willingen (Upland)